# Azazia
Azazia is een geslacht van vlinders van de familie spinneruilen (Erebidae), uit de onderfamilie Catocalinae.

## Soorten
- A. distorta Hampson, 1926
- A. irrorata Fabricius, 1781
- A. rubricans Boisduval, 1833